# Eois mediogrisea
Eois mediogrisea là một loài bướm đêm trong họ Geometridae.